# 원성왕
원성왕(元聖王, ? ~ 798년 음력 12월 29일/양력 799년 2월 12일(율리우스력 2월 8일), 재위: 785년 음력 1월 ~ 798년 음력 12월 29일)은 신라의 제38대 왕이다. 성은 김(金)이고, 휘는 경신(敬信)이며 묘호는 열조(烈祖)이다. 삼국사기 원성왕조에는 원성왕이 내물왕의 12세손으로, 삼국유사에는 11세손으로 되어 있다. 그러나 삼국사기 원성왕조 즉위년과 구당서, 신당서에는 그가 선덕왕 김양상과 형제뻘이라는 설 또는 종형제, 종부제라는 설도 있어서 가계가 불분명하다.
묘호의 경우 사서에는 나타나지 않았으나 고운 최치원이 쓴 초월산 숭복사비문이 판독되면서 묘호가 알려졌다. 원성왕은 자신의 직계를 중심으로 정치권력을 재편함으로써 왕권을 강화해 나갔으며, 이후 이것은 신라 하대 정치권력의 한 특징이 되었다. 왕권 강화를 위한 노력으로 788년 독서삼품과의 제정으로도 나타나며, 국학의 기능을 강화하고, 유교적 이념에 입각한 정치를 실시하려는 원성왕의 의지를 확인할 수는 있다.

## 생애
출생연도에 관한 기록이 남아 있지 않다. 다만 734년 이전 생으로 추정되는 선덕왕의 동생으로 선덕왕보다 나이가 어렸다고 기록된 점과 증손자 애장왕이 788년생이라는 것을 고려하면 즉위 당시 나이는 고령으로 추정되며, 사망 당시 장수한 것으로 추정된다. 내물 마립간의 12세손 혹은 10세손이라 하나 정확한 관계는 알려지지 않았다. 삼국사기 원성왕조에는 원성왕이 내물왕의 12세손으로, 삼국유사에는 내물왕의 11세손으로 되어 있다. 그러나 삼국사기 원성왕 즉위년에는 그가 선덕왕 김양상과 형제뻘이라는 설도 있어서, 원성왕의 정확한 가계는 다소 불분명하다.
또한 《삼국유사》에는 원성왕의 조부의 이름이 훈입(訓入)이고, 고조부 김법선은 잡간(匝干) 마질차(摩叱次)의 아들이라고 기록되어 있다. 신라김씨의 선원세보에는 그의 가계를 내물 마립간-습보 갈문왕-지증왕-진종-흠운-마차-법선-의관-위문-효양-경신으로 기록하나, 이는 조선시대 이후의 족보 자료에 나타나는 기록이다.
후대에 판독된 흥덕왕릉 묘비문에 의하면 원성왕의 손자 흥덕왕이 성한왕의 24세손이라는 기록이 있어, 흥덕왕릉비문에 의하면 원성왕은 성한의 22세손이 된다. 이는 세한의 19세손으로 기록된 조선시대 이후의 신라김씨선원세계도와는 다르게 나타난다.
즉위 설화에서는 《삼국사기》, 《삼국유사》에서는 경주 알천 북쪽에 살던 김주원이 홍수로 인해 물이 불어나 건너지 못하고 귀족 회의에 참석하지 못하자 운명으로 여긴 신하들이 “지금의 상대등 경신은 전 임금의 동생으로서 덕망이 높고 임금의 체통을 가졌다.”라며 김경신을 국왕으로 추대했다고 기록 했지만 《신증동국여지승람》에서는 원성왕이 뭇사람을 위협하고 먼저 궁에 들어가서 왕이 되었다고 기록되어 있다.
785년 1월 선덕왕이 병으로 죽자 왕위를 계승하였다.
삼국사기 선덕왕조 5년과 7년에는 그가 선덕왕 김양상과 형제뻘로 나타난다. 그러나 김양상의 친형제로 보기는 어렵고 사촌형제라고 보기도 어려운데, 이는 삼국사기, 삼국유사의 원성왕조에 보면 원성왕 즉위 후 선덕왕의 할아버지인 원훈의 사당을 폐쇄한 기록이 있다.
김경신은 혜공왕 때 선대 경덕왕의 관제개혁을 원상 복귀시키는 일에 참여하였다.
선덕왕 1년(780년) 이찬(伊飡)으로 상대등(上大等) 김양상과 함께 김지정의 난을 평정하고 상대등에 올랐다. 선덕왕이 죽고 대신들의 추대로 왕위에 올라 당과 통교하였다. 원성왕 4년(788년) 독서삼품과를 설치하여 인재를 등용했고, 이어 벽골제(碧骨堤)를 증축하여 농사를 장려했다.
원성왕은 경덕왕과 성덕왕(선덕왕의 외조부), 개성왕(선덕왕의 아버지)의 사당을 허물고 자신의 부, 조부, 증조부의 사당을 세웠다. 또한 내물왕, 무열왕, 문무왕 및 조부인 흥평왕(추존)과 부친인 명덕왕(추존)을 국가 5묘로 지정하여, 자신의 조부와 아버지를 무열왕, 문무왕과 동등하게 만들었다. 삼국유사에 의하면 그는 생부 김효양에게 만파식적(萬波息笛)을 물려받았는데, 이 때문에 일본의 왕 문경(文慶)이 신라를 침략하지 못했다는 전설을 수록하였다.
786년 금성(金城)과 주변 지역에 흉년이 발생하자, 명을 내려 2회에 걸쳐 6만여 석의 곡식을 백성에게 나눠주게 하였었다. 788년(원성왕 4) 과거 시험인 독서삼품과(讀書三品科)를 실시하여, 시험 기준으로는 유교의 경전인 《논어 (論語)》, 《문선(文選)》, 《예기(禮記)》, 《춘추좌씨전(春秋左氏傳)》, 《효경(孝經)》, 《곡례(曲禮)》등 유교 경서의 독해력으로 정하고, 경전의 독해 수준에 따라 상, 중, 하등급으로 나누어 관리로 채용하였다.
장남 혜충태자(惠忠太子) 김인겸(金仁謙)은 그가 왕위에 오른 뒤에 태자로 책봉했으나, 791년(원성왕 7)에 죽고, 그 뒤를 이어 둘째 아들인 헌평태자(憲平太子) 김의영(金義英)이 태자로 봉해졌지만 그도 794년(원성왕 10)에 죽어 셋째 아들인 혜강태자(惠康太子) 김예영(金禮英)을 태자로 책봉했으나 역시 사망하였다. 그러나 장남 김인겸의 아들들은 이미 장성하여 성인이 되어 있었고, 손자 김준옹을 태자로 책봉하였다. 원성왕은 798년 음력 12월 29일에 붕어하였으며, 사망 원인은 미상이다. 유언으로는 삼국사기에서는 유언에 따라 화장했다라고 기록했지만 경주 숭독사비에서는 인산에 장사 지내라고 명하였다.

## 사후
삼국사기와 삼국유사에는 원성왕이라는 시호만이 전한다. 2015년 4월 30일 경상북도 경주시 외동읍 말방리 숭복사지 터에서 발견된 최치원(崔致遠)의 초월산 대숭복사비가 판독되면서 그에게 열조라는 묘호를 후대에 올린 것이 확인되었다. 언제 어느 왕이 그에게 열조라는 묘호를 올렸는지는 알 수 없으나, 최치원이 살던 850년~900년 이전에 열조라는 묘호를 사용하였다.

## 가계
《삼국사기》에 따르면 원성왕은 무열왕의 후손이다. 태종 무열왕-무열왕의 딸(김의관의 부인)-김위문-김효양-김경신 순으로 이어진이다.
- 조부 : 김위문
  - 아버지 : 김효양 - 명덕왕(明德王)으로 추존
- 외조부 : 박창근 이간
  - 어머니 : 지오부인 혹은 계오부인(繼烏夫人) 박씨, 소문태후(昭文太后)로 추존
- 왕비 : 연화부인 김씨(蓮花夫人) - 각간 김신술(神述)의 딸
  - 아들 : 김인겸(金仁謙) 785년 태자 책봉 791년 음력 1월 사망 혜충태자(惠忠太子)에 추증되었다가 소성왕 즉위 후 혜충왕으로 추존
    - 손자 : 김준옹(金俊邕) - 794년 음력 4월 태자 책봉, 798년에 소성왕 즉위
    - 손자 : 김언승(金彦昇) - 809년에 헌덕왕 즉위
    - 손자 : 김수종(金秀宗) - 826년에 흥덕왕 즉위
    - 손자 : 김충공(金忠恭) - 선강왕(宣康王)으로 추봉되었다.

  - 아들 : 김의영(金義英) - 792년 태자로 책봉되었으나 794년 사망, 헌평태자(憲平太子)에 추증
    - 손자 : 김숭빈(金崇斌)

  - 아들 : 김예영(金禮英) - 이후 혜강왕(惠康王)에 추봉
    - 손자 : 김헌정(金憲貞) - 정(貞)을 장노(章奴)라고도 함
    - 손자 : 김균정(金均貞) - 성덕왕(成德王)에 추봉, 부인은 헌목태후(憲穆太后)
    - 손녀 : 귀승부인(貴勝夫人) - 헌덕왕(憲德王)의 부인

  - 딸 : 대룡부인(大龍夫人)
  - 딸 : 소룡부인(小龍夫人)

## 같이 보기
- 통일신라
- 발해
  - 문왕 (737년 ~ 793년)
  - 대원의 (793년 ~ 794년)
  - 성왕 (794년)
  - 강왕 (794년 ~ 809년)